# Gräfenthal
Gräfenthal – miasto w Niemczech, w kraju związkowym Turyngia, w powiecie Saalfeld-Rudolstadt, wchodzi w skład wspólnoty administracyjnej Schiefergebirge od 31 grudnia 2013.